# Kościół św. Bartłomieja Apostoła w Pogrzebieniu
Kościół św. Bartłomieja Apostoła w Pogrzebieniu – rzymskokatolicki kościół parafialny zlokalizowany we wsi Pogrzebień (powiat raciborski, województwo śląskie). Funkcjonuje przy nim parafia św. Bartłomieja Apostoła.

## Historia
W 1313 wieś była wianem Eufemii raciborskiej (wstąpiła ona do klasztoru dominikanek w Raciborzu). Parafia istniała tu prawdopodobnie już w XIV wieku. Pierwszy kościół był drewniany. W XVII wieku wybudowano nowy, który spłonął w 1834. W 1851 wzniesiono kolejny, tym razem murowany, według projektu Linkego z Raciborza. Został on poświęcony 13 listopada 1852. Obiekt ten uległ dość szybko uszkodzeniom (pęknięcia murów i nadwyrężenie stropu) z uwagi na posadowienie na niepewnym gruncie (kurzawka). W 1954 przystąpiono do jego przebudowy według projektu Zygmunta Konarzewskiego (prace ukończono w 1960). Poświęcono go 15 listopada 1959 (biskup Herbert Bednorz), a konsekrowano 24 maja 1973 (ten sam biskup).
Od 1946 duszpasterstwo we wsi sprawują salezjanie.
W 2014 obiekt zwyciężył w drugiej edycji Plebiscytu na Najpiękniejszy Kościół Ziemi Raciborskiej.

## Architektura
Na wyposażeniu obiektu znajdują się m.in.: 
- drewniany ołtarz z obrazem św. Bartłomieja (nieznany artysta z Düsseldorfu),
- kamienna chrzcielnica (1852),
- obraz Matki Bożej z Dzieciątkiem (XVIII wiek),
- barokowy krzyż ołtarzowy[2].

Po prawej stronie od głównego wejścia posadowiono grobowiec pierwszej w Polsce inspektorki salezjanek, sługi bożej Laury Meozzi (w trakcie procesu beatyfikacyjnego).

## Seminarium/nowicjat
Przy kościele stoją budynki dawnego salezjańskiego niższego seminarium duchownego (grunt pod budowę nabyto w 1930). Uczelnia działała do 1939. Po wojnie obiekt przekazano salezjankom na nowicjat.

## Galeria

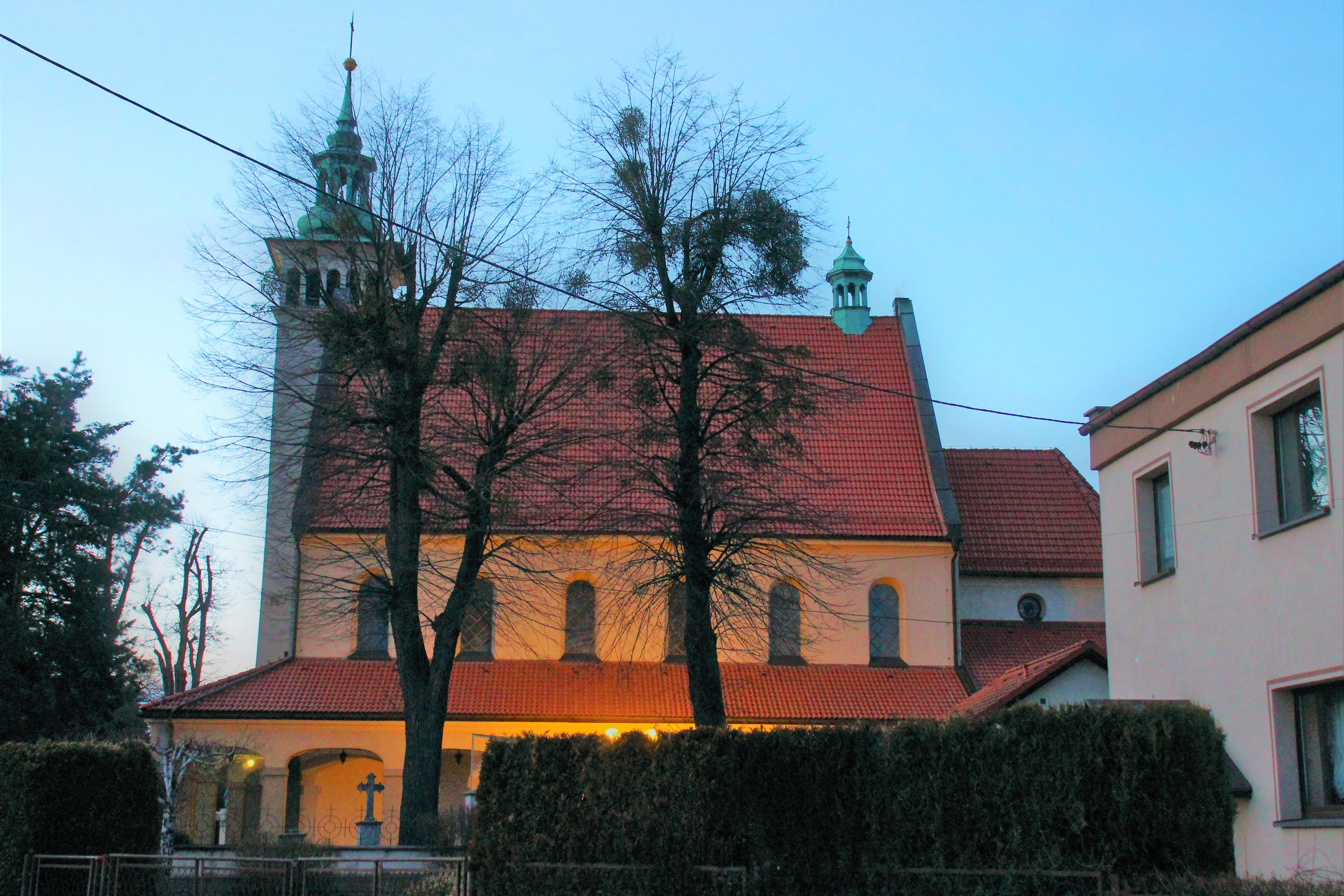
Elewacja boczna
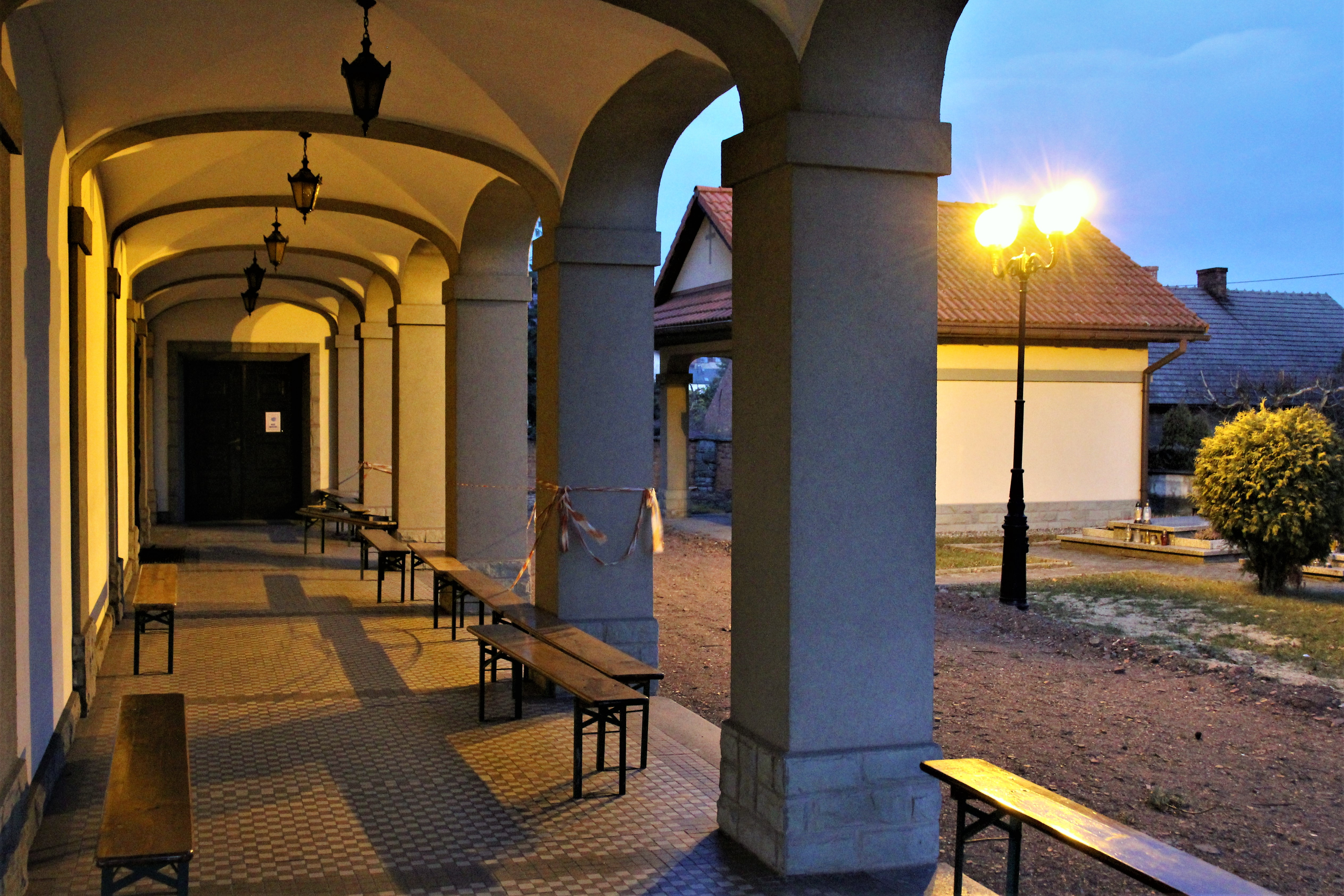
Podcienia
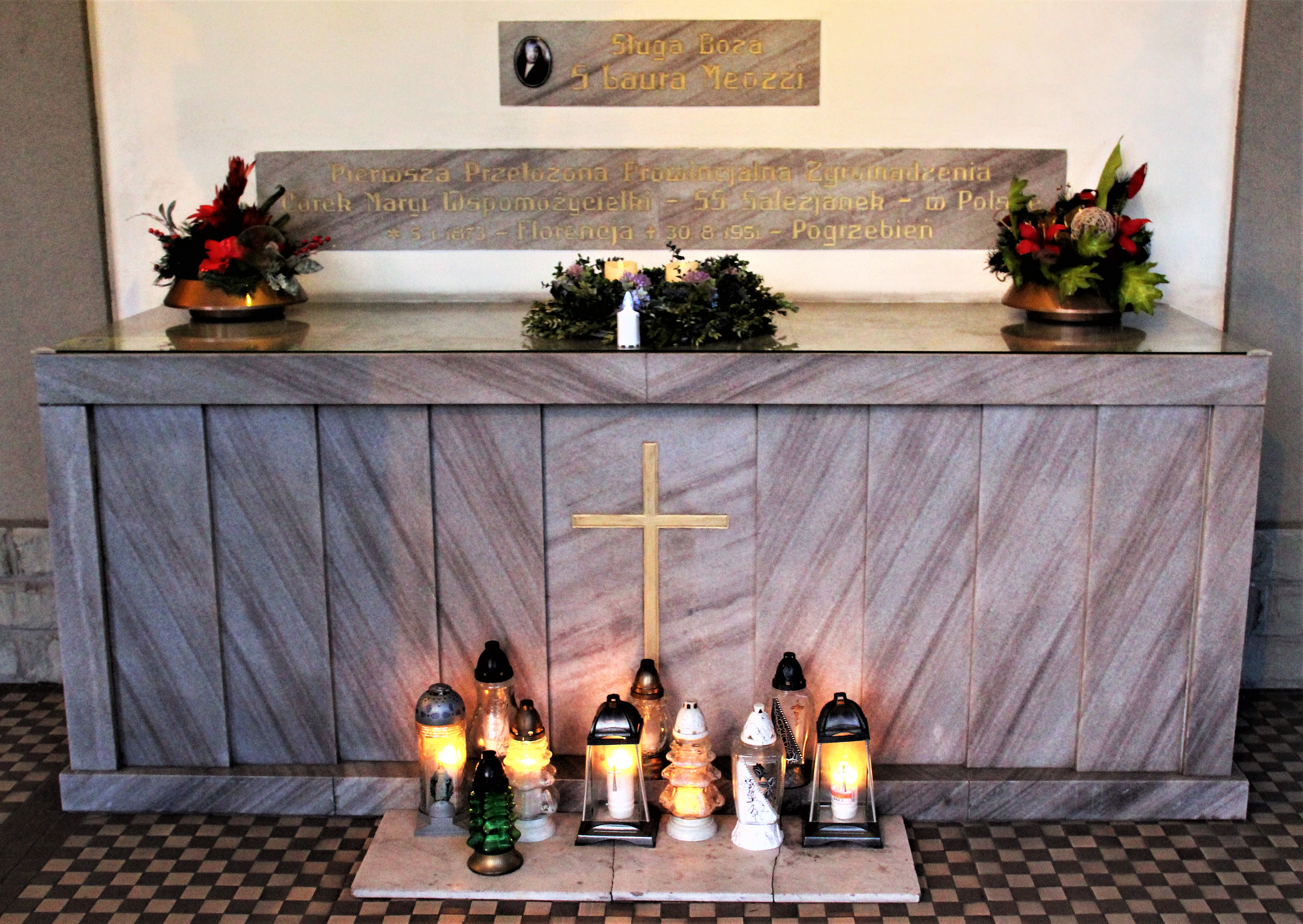
Grobowiec Laury Meozzi